# Gerontoplasto
Un gerontoplasto es un plastídeo encontrado en tejidos anteriormente verdes que están actualmente en senescencia. Un gerontoplasto es un cloroplasto que se readaptó a través del desarrollo del proceso de senescencia. El término fue utilizado por primera vez por el biólogo alemán Peter Sitte (1977) para definir las características originales del plastídeo formado durante la senescencia foliar.

## Transformación de los cloroplastos para gerontoplastos
El proceso de senescencia trae un desmantelamiento de los organelos celulares. El cloroplasto muestra la primera señal de senescencia inducida por degradación y es la última organela a sobrevivir mientras que las otras organelas están completamente desorganizadas. El cambio del cloroplasto a gerontoplasto durante la senescencia implica extensas modificaciones estructurales de la membrana tilacoide con la formación concomitante de un gran número de plastoglóbulos de materiales lipofílicos. La envoltura del plastidio, sin embargo, permanece intacta.